# 5577 Priestley
Az 5577 Priestley (ideiglenes jelöléssel 1986 WQ2) egy kisbolygó a Naprendszerben. Duncan Waldron fedezte fel 1986. november 21-én.